# International Council for Adult Education
International Council for Adult Education, eller ICAE, är en global vuxenutbildnings- och folkbildningsorganisation som bildades 1973. ICAE arbetar med lobbying för vuxnas rätt till lärande inom FN-systemet och deltar också i planeringsprocessen för World Social Forum. 
ICAE:s åttonde världskonferens genomfördes i Malmö 14-17 juni 2011 under rubriken "A World Worth Living In" med 750 deltagare från 82 olika länder. De svenska folkbildningsorganisationerna, Folkbildningsrådet, Rörelsefolkhögskolornas Intresseorganisation (RIO), Sveriges Kommuner och Landsting (SKL) och Folkbildningsförbundet var värdar för arrangemanget. Till ny ordförande valdes Alan Tuckett från den engelska vuxenutbildningsorganisationen NIACE. ICAE:s sekretariat finns i Montevideo, Uruguay, och leds av generalsekreterare Celita Eccher.